# Libyella
Libyella là một chi thực vật có hoa trong họ Hòa thảo (Poaceae).

## Loài
Chi Libyella gồm các loài: